# ЕКСМО
ЕКСМО — російська видавнича компанія, заснована Олегом Новіковим і Андрієм Гредасовим в 1991 році. Генеральний директор — Євген Капьєв. Один із лідерів російського ринку книговидавництва. У 2012 ЕКСМО викупив видавництво АСТ, що дозволило компанії зайняти близько 30 % ринку книговидавництва Росії.

## Історія
Компанія заснована в 1991 році як дистриб'ютор книжкової продукції.
У 1993 році почала самостійну видавничу діяльність. До середини 1990-х років видавництво «Ексмо» зайняло провідні позиції на російському книжковому ринку.
Щороку видавництво «Ексмо» випускає близько 80 мільйонів примірників книг. Авторський портфель видавництва налічує близько 8 000 імен. Серед найпопулярніших авторів видавництва — Дар'я Донцова, Олександра Марініна, Тетяна Устинова, Павло Астахов та інші.
До 2010 року в Росії склалася ситуація, коли провідну роль на видавничому ринку грали дві великі компанії — «Ексмо» і «АСТ», які придбали права на видання книг безлічі популярних авторів. У 2012 році видавничій групі «АСТ» за підсумками податкової перевірки були пред'явлені позови на загальну суму в 6,7 мільярда рублів. Деякі підрозділи компанії оголосили про банкрутство. Директор «Ексмо» Олег Новіков заявив про можливу купівлю видавництва «АСТ». У червні 2012 року він повідомив про отримання опціону на контроль «АСТ». На ключові позиції в компанії «АСТ» були призначені менеджери «Ексмо». З початку червня 2012 року «Ексмо» почала здійснювати управління видавничим бізнесом «АСТ». Фактично відбулося злиття двох найбільших в країні видавничих компаній.